# Associazione Calcio Città di Castello 1967-1968
Questa pagina raccoglie le informazioni riguardanti l 'Associazione Calcio Città di Castello nelle competizioni ufficiali della stagione 1967-1968.

## Rosa
| N. |                   | Ruolo | Calciatore         |
| -- | ----------------- | ----- | ------------------ |
|    | Italia (bandiera) |       | Bani               |
|    | Italia (bandiera) | C     | Luigi Bogliardi    |
|    | Italia (bandiera) | C     | Ottorino Borsetto  |
|    | Italia (bandiera) | C     | Sante Calagreti    |
|    | Italia (bandiera) | C     | Franco Cristini    |
|    | Italia (bandiera) | C     | Olinto Forlucci    |
|    | Italia (bandiera) | A     | Mario Garri        |
|    | Italia (bandiera) | D     | Dante Gori         |
|    | Italia (bandiera) | A     | Gilberto Gatticchi |

| N. |                   | Ruolo | Calciatore         |
| -- | ----------------- | ----- | ------------------ |
|    | Italia (bandiera) | A     | Gaetano Giammulè   |
|    | Italia (bandiera) | C     | Amerigo Ludovici   |
|    | Italia (bandiera) | D     | Giuliano Mambrini  |
|    | Italia (bandiera) | A     | Luigi Martinelli   |
|    | Italia (bandiera) | D     | Marco Peselli      |
|    | Italia (bandiera) | C     | Rosario Rivellino  |
|    | Italia (bandiera) | A     | Giuseppe Salvadori |
|    | Italia (bandiera) | P     | Sergio Vendramin   |
|    | Italia (bandiera) |       | Volpe              |